# Cyclodecaan
Cyclodecaan is een cyclische organische verbinding met als brutoformule C10H20. De stof is door hydrofobe eigenschappen onoplosbaar in water. Het is wel goed oplosbaar in de meeste organische oplosmiddelen, zoals benzeen, di-ethylether, ethanol, aceton en tolueen. Cyclodecaan is een kleurloze vloeistof.